# Abismo digital

Efectos de la pérdida paulatina de señal analógica (negra) y digital (roja)ː el receptor se desplaza de derecha a izquierda. Va recibiendo gradualmente menos señal analógica, pero en cuanto la señal digital, pasa de golpe de recibirla bien a no recibir nada. Gráfico creado usando Matplotlib y Numpy con Python 2.7.6.

En telecomunicaciones, el abismo digital (cliff effect en inglés, literalmente efecto acantilado) o efecto muro (brick-wall effect en inglés) es una pérdida repentina de la recepción de la señal digital. 
A diferencia de las señales analógicas, que se desvanecen gradualmente cuando la intensidad de la señal disminuye o la interferencia electromagnética aumenta, o crece la propagación multicamino, una señal digital proporciona datos que son, o bien perfectos, o bien inexistentes en el extremo receptor. 
Este efecto lleva el nombre de un gráfico de calidad de recepción versus calidad de señal, en el cual la señal digital parece "caer por un acantilado" (desaparece de golpe en lugar de disminuir gradualmente).
El fenómeno se observa principalmente en la radiodifusión, donde la intensidad de la señal puede variar, más que en los medios grabados, que generalmente tienen una buena señal. Sin embargo, se puede observar el fenómeno si el soporte de grabación se encuentra significativamente dañado y al borde de la legibilidad.

## Radiodifusión

### Televisión digital
Este efecto se puede observar más habitualmente en la televisión digital, incluida la televisión por satélite, y la televisión terrestre por aire (no se da en la televisión por cable). Si bien se aplica corrección de errores directos a la transmisión, cuando la señal cae por debajo del umbral mínimo de calidad (una tasa máxima de error de bits), ya no es suficiente para que el decodificador la recupere. La imagen puede fragmentarse (macrobloqueo), bloquearse en un cuadro congelado o quedar en blanco. Las causas pueden ser el esfumado de lluvia, el tránsito solar en los satélites, inversiones térmicas y otras condiciones climáticas o atmosféricas que causan una propagación anómala en el suelo.
El abismo digital se manifiesta de 3 formas principales. En primer lugar, las condiciones anómalas provocarán una degradación ocasional de la señal. En segundo lugar, si quien recibe la señal está ubicado en un área remota, donde la antena apenas es suficiente, entonces la variación habitual en la calidad de la señal causará una degradación relativamente frecuente de la señal, y un cambio muy pequeño en la calidad general de la señal puede tener un fuerte impacto en lo que produzca (sonido o imagen) el aparato que la recibeː desde un incidente por hora (sin afectar significativamente a la visualización) hasta problemas cada pocos segundos o continuos. En tercer lugar, en algunos casos, cuando la señal está "más allá del abismo" (no hay señal suficiente para llegar a 1, y se queda en 0), los espectadores de regiones rurales, periféricas o montañosas, que antes recibían una señal degradada de estaciones analógicas, encontrarán después de la  transición digital que no hay señal disponible.
El abismo digital es un problema particularmente grave para la televisión móvil, porque la calidad de la señal puede variar ampliamente, en particular si el receptor se mueve con rapidez, como en un automóvil.
La modulación y codificación jerárquicas pueden proporcionar una solución de compromiso al admitir 2 o más transmisiones con diferentes parámetros de robustez y permitir que los aparatos receptores reduzcan la definición (generalmente de HDTV a SDTV, o incluso de SDTV a LDTV) antes de dejar de mostrar imagen ante la insuficiencia de la señal. La modulación jerárquica de 2 niveles es, en principio, compatible con el estándar europeo de televisión digital terrestre DVB-T. Sin embargo, no se admite la codificación fuente en capas, como la proporcionada por Scalable Video Coding.

### Radio digital
La transmisión de HD Radio, utilizada oficialmente sólo en los Estados Unidos, es un sistema diseñado para tener una alternativa analógicaː los receptores están diseñados para cambiar inmediatamente a la señal analógica si dejan de sintonizar la digital, pero sólo mientras la estación sintonizada funcione en modo digital híbrido (el significado oficial de "HD" en este contexto, distinto del habitual de "alta definición"). En el futuro modo totalmente digital, no habrá ninguna alternativa analógica a la que recurrir cuando se esté al borde del abismo digital. Esto se aplica solo a la transmisión simultánea del canal principal y no a ningún subcanal, porque no tienen nada a lo que recurrir. También es importante que el ingeniero de transmisión de la estación se asegure de que la señal de audio analógica esté sincronizada con la digital, o el abismo digital causará que algunos oyentes escuchen tramos del programa 2 veces, o se pierdan alguno.

## Teléfonos móviles
El abismo digital también se manifiesta en los teléfonos móviles, donde uno o ambos lados de la conversación pueden cortarse, lo que posiblemente resulte en una llamada perdida. Otras formas de radio digital también experimentan fenómenos parecidos.

## Otros usos
En economía se habla del "efecto acantilado" (traducción, esta vez literal, del inglés cliff effect) para referirse al impacto de una súbita retirada de estímulos.